# Walther PPK
A Walther PPK a német Carl Walther GmbH által 1931-ben kifejlesztett félautomata pisztoly, amely az 1929-ben készült rendőrségi Walther PP (Polizeipistole Kriminal-Model = bűnügyi rendőrségi pisztoly) típusjelű pisztoly kisebb változata. 

## Jellemzői
Szerkezete lényegében azonos a PP típuséval: tömegzáras, külsőkakasos. Elsősorban a rendőrség használta, de a hadseregben is alkalmazták, és ez volt James Bond ikonikus,  állandó fegyvere is, polgári használatra - a PP típussal együtt- luxuskivitelben is készült. A háború alatt alumíniumtokkal és -szánnal is gyártották (a pisztolyok tömege így kb. egy negyedével könnyebb lett). Bizonyos mennyiség 9 mm Browning rövid űrmérettel és - gyakorlási célokra - .22 long rifle űrméretű csővel is készült. Ezeknek könnyebb volt a szánja és gyengébb volt a helyretoló rugója, mind a PP, illetve a PPK típusnak A PPKS típust a 70-es évektől- főleg az amerikai fegyverpiacra - 380 ACP .32, 22LR kaliberrel gyártották. Ennek a típusnak a méretei és a tárkapacitása is nagyobb.
- Ormozatátmérő: 7,63 mm
- Barázdaátmérő: 7,83 mm
- Töltényűrhossz: 17,60 mm
- Teljes töltényhossz: 25,00 mm
- Hüvelyhossz: 17,20 mm
- Hüvelyperem-átmérő: 9,10 mm
- Hüvelyfenék-átmérő: 8,55 mm
- Hüvelyszájátmérő: 8,52 mm
- Lövedékátmérő: 7,85 mm
- Lövedékhossz: 11,7 mm
- A lövedék tömege: 4,75 g
- A lövedék kezdősebessége: 280 m/s
- Max. gáznyomás a csőben: 1800 bar